# Ojo Guareña
Ojo Guareña es un complejo kárstico situado en la provincia de Burgos, comunidad autónoma de Castilla y León, España, formado por más de 110 km de galerías, declarado Monumento Natural por el gobierno de Castilla y León en el año 1996. Las cuevas se formaron en materiales carbonáticos del Coniaciense y se sitúan sobre un nivel de margas impermeables. Hasta el descubrimiento de nuevos kilómetros de galerías en el Sistema del Mortillano en el año 2009, se consideraba a Ojo Guareña como el sistema kárstico más grande de la península ibérica.
Los hallazgos arqueológicos en la zona indican que los sistemas de cuevas fueron utilizados por el ser humano entre el Paleolítico medio y la Edad Media. También destaca la presencia en Ojo Guareña de más de 180 especies de invertebrados.
Existe un centro de interpretación del complejo kárstico en Quintanilla del Rebollar, a 6 km de la cueva.

## Localización
El Monumento Natural de Ojo Guareña se sitúa en el norte de la provincia de Burgos, en la vertiente sur de la cordillera Cantábrica y ocupa una superficie de 13 850 ha. El espacio natural forma parte de los términos municipales de Espinosa de los Monteros, Merindad de Montija y Merindad de Sotoscueva, e incluye los núcleos de población de Barcenillas de Cerezos, Bedón, Butrera, Cornejo, Cuestahedo, Cueva, Entrambosríos, Hornillalatorre, Hornillalastra, Hornillayuso, Para, La Parte de Sotoscueva, Pereda, Quintanahedo, Quintanilla del Rebollar, Quintanilla Sotoscueva, Quisicedo, El Rebollar, Redondo, Santa Olalla, Villasbáscones, Vallejo de Sotoscueva y Villamartín de Sotoscueva.

## Legislación
La Consejería de Medio Ambiente y Ordenación del Territorio de la Junta de Castilla y León a través de la Orden de 27 de abril de 1992 inició el Plan de Ordenación de los Recursos Naturales del Espacio Natural de Ojo Guareña, junto con la Sierra de Ancares, Covalagua, Valle de San Emiliano, Pinar de Hoyocasero, Valle de Iruelas, Montes Obarenes, Sitio Paleontológico de Cerro Pelado, Sierras de la Paramera y Serrota, Hoces del Río Riaza, Sabinar de Calatañazor, Sierra de Gredos, El Rebollar, Sierra de la Culebra, Las Médulas, Las Batuecas, Puerto de Orduña, Fuentes Carrionas y Fuente Cobre, Sierra de la Demanda, La Fuentona, La Yecla, Lagunas de Villafáfila y Las Tuerces.
El 14 de marzo de 1996 se emiten los Decretos 60/1996 y 61/1996, de aprobación del Plan de Ordenación de los Recursos Naturales de Ojo Guareña (Burgos) y de declaración del Monumento Natural de Ojo Guareña (Burgos) respectivamente. Por el Decreto 174/1998, de 3 de septiembre, se regula la composición de la Junta Rectora del Monumento Natural Ojo Guareña.
En el año 2002, mediante Resolución de fecha 3 de mayo, se ordena la publicación en el «Boletín Oficial de Castilla y León» del Convenio de Colaboración entre la Consejería de Medio Ambiente de la Junta de Castilla y León y el Consejo Superior de Investigaciones Científicas para la realización de un estudio sobre: «Biodiversidad Faunística del Complejo Kárstico de Ojo Guareña: Evaluación de la influencia de la presión humana en algunas de sus poblaciones de invertebrados» en el Monumento Natural de Ojo Guareña (Burgos).

## Características

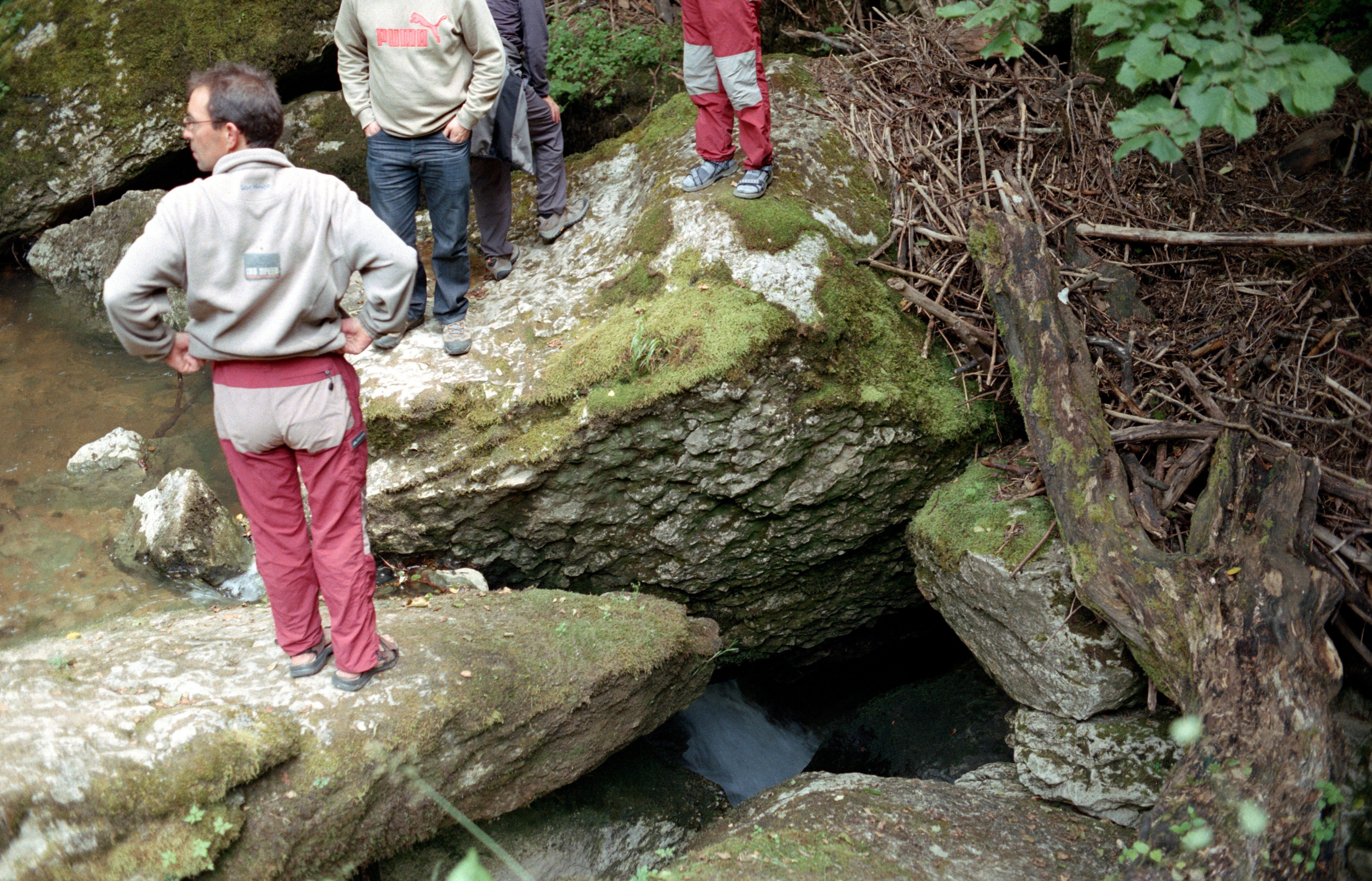
Sumidero del río Guareña.

El karst de Ojo Guareña está formado una red principal de galerías y cavidades, aunque no todas están conectadas, que ocupa una superficie de 18 km². Existen alrededor de 400 cavidades en Ojo Guareña. Con una red principal formada por catorce cuevas que se comunican entre sí en 6 pisos o alturas diferentes. Las más importantes son: cueva Covaneria, cueva Cornejo, las Diaclasas, sima de Dolencias, cueva y ermita de San Bernabé, sumidero del río Guareña, sima de los Huesos, cueva de Kaite, cueva Kubía, cueva de la Mina, cueva del Moro, cueva Palomera, sima Rizuelos, sima de Jaime, resurgencia el Torcón, resurgencia La Torcona, sumideros del Trema, último sumidero del Trema y sima Villallana. Los materiales calizos atravesados por el agua se depositaron hace 85 Ma, en el Coniaciense Medio-Superior, y poseen un espesor de 130 m. Las galerías y cavidades se disponen con direcciones N-S y E-W, a favor de fracturas  presentes en los carbonatos.
El complejo kárstico se forma en la actualidad por la acción del los ríos Guareña y Trema y por el arroyo de Villamartín. Discurren por las galerías inferiores de la formación, si bien alcanzan galerías más altas con las crecidas, y retornan al exterior a través de las resurgencias del subálveo del Trema, Torquilla, Torcón y Torcona, situadas en un tramo más bajo del río Trema. El agua subterránea discurre a través de Ojo Guareña a una velocidad de 1,5-5 km/día, dependiendo de si la medida se realiza durante el estío o en épocas de avenidas. Esa agua subterránea alimenta un acuífero situado en la charnela (línea de máxima curvatura de un pliegue) del Sinclinal de La Mesa.

## Fauna y flora

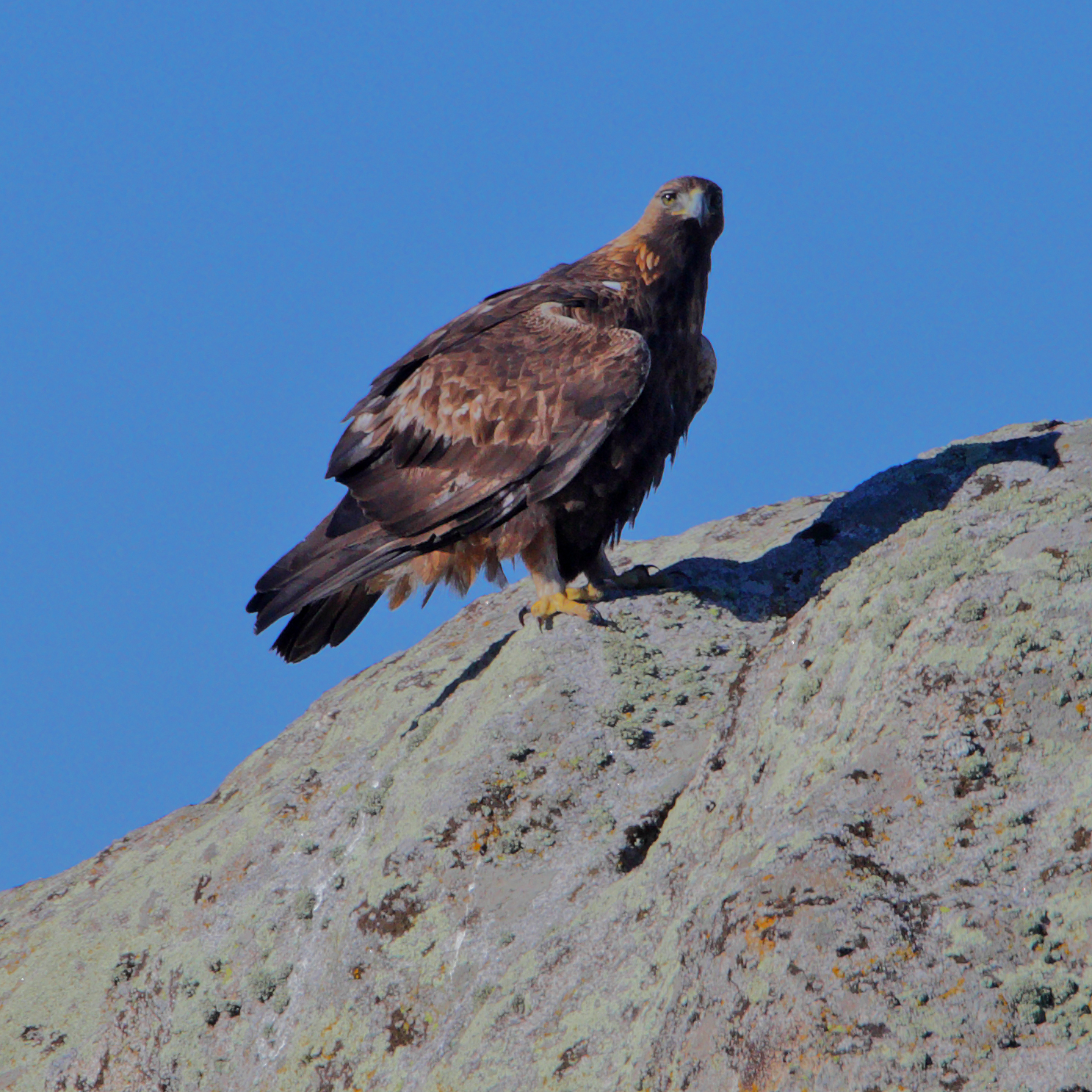
Distintas aves, como el águila real (Aquila chrysaetos), anidan en el Monumento Natural de Ojo Guareña.

Hasta el año 2012 se ha documentado la presencia de 187 especies de invertebrados en Ojo Guareña, pertenecientes a los grupos Acari, Cnidaria, Crustacea, Hirudinea, Insecta, Mollusca, Nematoda, Mollusca, Oligochaeta, Rotifera y Turbellaria. De las más de 200 especies estigobias (invertebrados acuáticos que habitan en los poros de los sedimentos en masas de agua situadas en cuevas) que se conocían en España en el año 2010, más de la cuarta parte de ellas se encontraban en Ojo Guareña. Algunas especies que se han descrito son nuevas para la ciencia, como las batinelas Iberobathynella guarenensis, I. burgalensis e I. cornejoensis; los oligoquetos Gianius navarroi e Isochaetides gianii o los oribátidos Steganacarus ortizi y Ceratozetes simulator.
En la zona nidifican aves como el águila real, el águila culebrera, el alimoche, el azor, el búho real, el buitre leonado, el cárabo, el gavilán y el halcón peregrino. En el interior de las cuevas habitan distintas especies de murciélagos, como el murciélago de cueva, el murciélago grande de herradura, el murciélago ratonero pardo y el murciélago pequeño de herradura. También pueblan la zona distintos mamíferos, como el desmán ibérico, el gato montés, el lirón careto o la nutria.
La vegetación es muy diversa debido a su localización, en una zona de transición entre las regiones mediterránea y eurosiberiana. Se pueden encontrar robles, hayas, encinas, avellanos, chopos, alisos y álamos, además de pinos de repoblación. La superficie del monumento natural se encuentra ocupada por campos de cultivo, pastizales, brezales y bosques.

## Arqueología

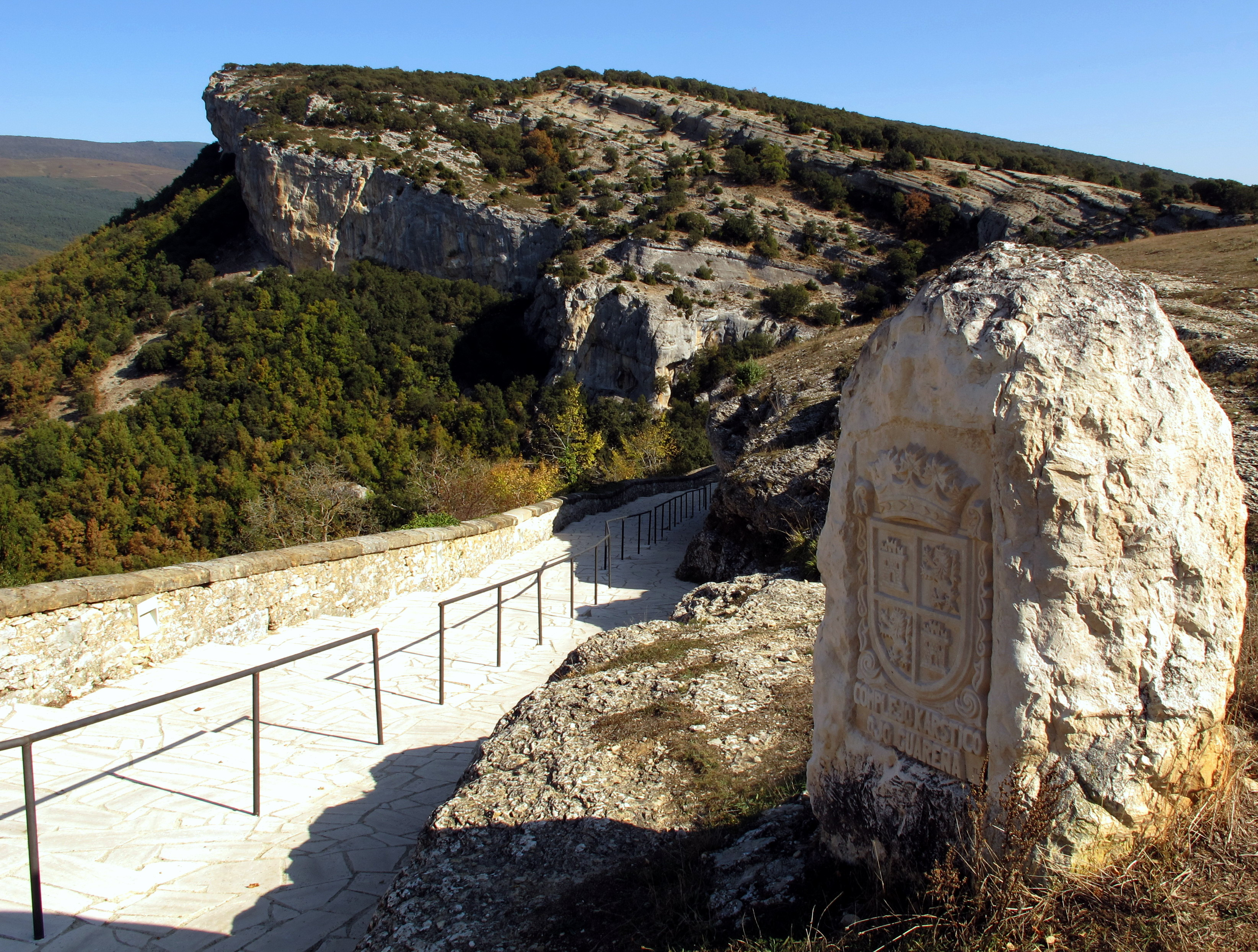
Entrada al monumento.

En Ojo Guareña se encuentran evidencias de la presencia del ser humano en un periodo comprendido entre el Paleolítico Medio y la Edad Media.

### Paleolítico
Las señales más antiguas de presencia humana en el complejo de Ojo Guareña se encuentran en la cueva de Prado Vargas; después de una excavación se encontró industria lítica del Musteriense de hace 70 000 años. En la cueva Palomera se encuentran pintura rupestres, cuyas dataciones les asignan una edad de 10 000 años BP (Magdaleniense Superior-Aziliense). En la Sala de las huellas se encuentran pisadas de pies descalzos que realizan un recorrido de ida y vuelta; la datación por radiocarbono de dos fragmentos de antorcha dio como resultado una antigüedades de 15 600 y 3600 años, por lo que se deduce que esas cuevas fueron transitadas durante milenios.

### Neolítico y Edad de Bronce
En la Cueva de Kaite aparecen pinturas que representan a cérvidos, y en las paredes y la bóveda de la Sala de la Fuente se encuentran dibujos antropomorfos, zoomorfos y geométricos, que abarcan un periodo de tiempo comprendido entre el Neolítico final y el principio de la Edad de Bronce.